# Costières nîmoises
Costières nîmoises este o arie protejată (arie de protecție specială avifaunistică — SPA) din Franța întinsă pe o suprafață de 13.479 ha, integral pe uscat.

## Localizare
Centrul sitului Costières nîmoises este situat la coordonatele 43°46′40″N 4°22′00″E / 43.77778°N 4.36667°E.

## Înființare
Situl Costières nîmoises a fost declarat arie de protecție specială avifaunistică în baza directivei 79/409 din 1979 referitoare la conservarea păsărilor sălbatice pentru a proteja 19 specii de animale.

## Biodiversitate
Situată în ecoregiunea mediteraneană, aria protejată nu include niciun habitat protejat.
La baza desemnării sitului se află mai multe specii protejate de  păsări (19): fâsă-de-câmp (Anthus campestris), buha (Bubo bubo), pasărea ogorului (Burhinus oedicnemus), ciocârlie-cu-degete-scurte (Calandrella brachydactyla), caprimulg (Caprimulgus europaeus), șerpar (Circaetus gallicus), erete vânăt (Circus cyaneus), erete cenușiu (Circus pygargus), dumbrăveancă (Coracias garrulus), presură de grădină (Emberiza hortulana), șoim de iarnă (Falco columbarius), acvilă pitică (Hieraaetus pennatus), sfrâncioc roșiatic (Lanius collurio), ciocârlie de pădure (Lullula arborea), ciocârlie de bărăgan (Melanocorypha calandra), gaia neagră (Milvus migrans), stârc de noapte (Nycticorax nycticorax), silvie de tufiș (Sylvia undata), spârcaci (Tetrax tetrax).
Pe lângă speciile protejate, pe teritoriul sitului au mai fost identificate 17 specii de păsări.